# Main Source (album)
Main Source è il terzo album dell'artista hip hop statunitense Large Professor, pubblicato nel 2008.

## Descrizione
| Recensione | Giudizio |
| ---------- | -------- |
| AllMusic   | [ 1 ]    |
| Prefix     | [ 2 ]    |
| PopMatters | [ 3 ]    |

Secondo Matt Rinaldi di AllMusic, «come molti artisti East Coast» il miglior prodotto della complicata carriera solista di Large Professor «rimane il primo». L'album resta ancorato al classico suono del produttore, «come suggerisce il titolo». Come MC, l'artista non si distanzia mai troppo da argomenti cari ai rapper-producer: feste, fare «vero» hip hop e vantarsi di essere i migliori. Il disco di Large Professor funziona grazie alla consegna semplice ma carismatica e all'unione di rapper affermati a giovani artisti underground, chiudendo l'album con le performance dei veterani AZ e Styles P.

## Tracce
Musiche di Large Professor (tracce 1-6, 8-17) e Marco Polo (traccia 7).
1. The Entrance – 2:15
2. Sizzlin', Scorchin', Torchin', Blazin' – 2:57
3. 'Maica Livin' (feat. Killah Sha & Guardian Leep) – 3:48
4. Pump Ya Fist Like This (feat. Mikey D & Lotto) – 3:13
5. Party Time – 2:45
6. In the Ghetto – 2:49
7. Hardcore Hip Hop – 3:19
8. Frantic Barz – 3:02
9. Sewin' Love – 2:58
10. RuDopeDapnNoyd Pt. 1 (feat. Jeru the Damaja) – 1:01
11. RuDopeDapnNoyd Pt. 2 (feat. Lil' Dap) – 0:41
12. RuDopeDapnNoyd Pt. 3 (feat. Big Noyd) – 0:48
13. Classic Emergency – 2:32
14. Rockin' Hip Hop – 3:23
15. Large Pro Says – 2:03
16. To the Meadows – 1:46
17. The Hardest (feat. AZ & Styles P) – 4:43